# 1518

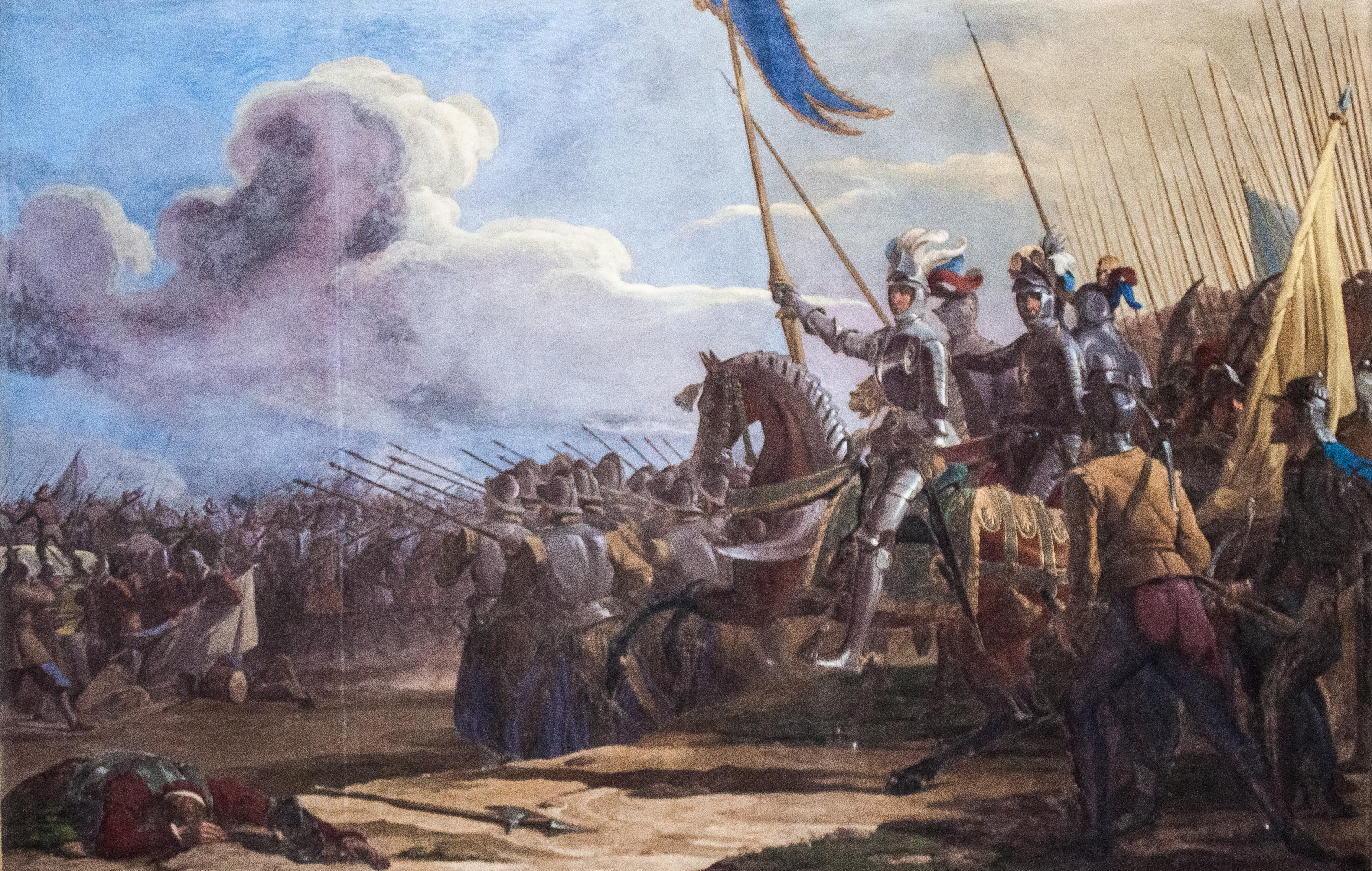
Slag bij Brännkyrka

Het jaar 1518 is het 18e jaar in de 16e eeuw volgens de christelijke jaartelling.

## Gebeurtenissen
april
- 18 - Sigismund I van Polen huwt Bona Sforza.
- 26 - Maarten Luther verdedigt zijn stellingen in het Heidelbergse dispuut.

mei
- 1 - Juan de Grijalva vertrekt voor een ontdekkingsreis naar Yucatán. Hij ontdekt de Mayabeschaving.

juli
- 14 - Begin van de  - Dansplaag van 1518: In Straatsburg komen honderden personen tot een onstopbaar dansen, waarbij sommigen sterven van uitputting.
- 27 juli - Slag bij Brännkyrka: Sten Sture de Jongere verslaat en verdrijft Christiaan II van Denemarken die Stockholm belegert.
- juli - Stadsbrand in Schoonhoven.

augustus
- 1 - Maarten van Rossum wordt stadhouder van Karel van Gelre in Friesland.
- 18 - keizer Karel V geeft een licentie aan Laurent de Gorrevod om slaven van Afrika naar de koloniën in de nieuwe wereld te transporteren. Start van de Trans-Atlantische slavenhandel.

september
- 1 - Stichting van het Collegium Trilingue in Leuven. Hadrianus Barlandus en Rutger Rescius zijn aangesteld voor respectievelijk Latijn en Grieks.

oktober
- oktober - Verdrag van Londen: Non-agressiepact tussen de belangrijkste West-Europese staten, waaronderEngeland, Frankrijk, Spanje, de Nederlanden, het Heilige Roomse Rijk en de Pauselijke Staten.

zonder datum
- Emanuel I van Portugal huwt Eleonora van Oostenrijk.
- In Joachimsthal, Bohemen, worden de eerste thalers geslagen.

## Literatuur

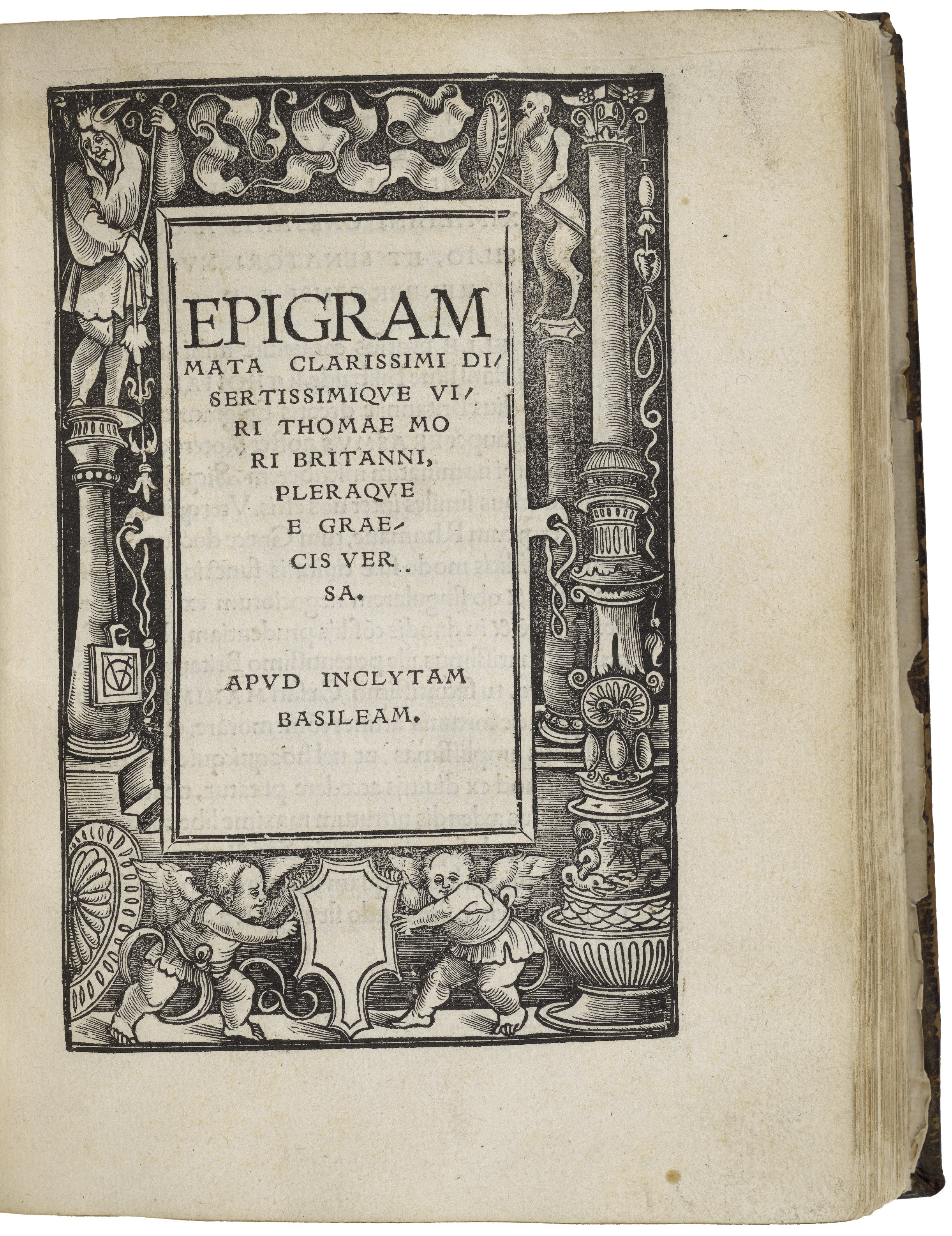
Thomas More: Epigrammata
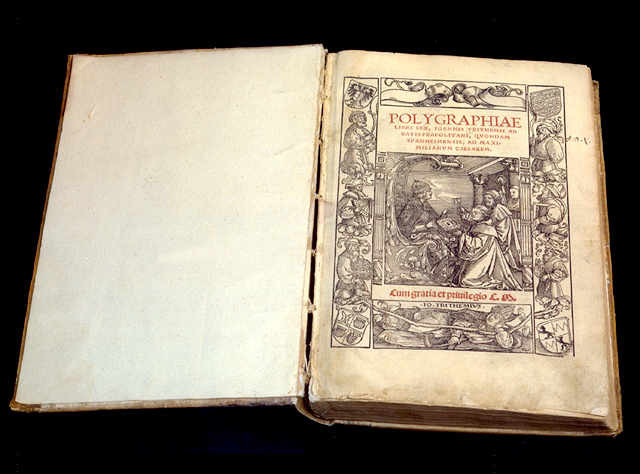
Johannes Trithemius: Polygraphia

## Beeldende kunst

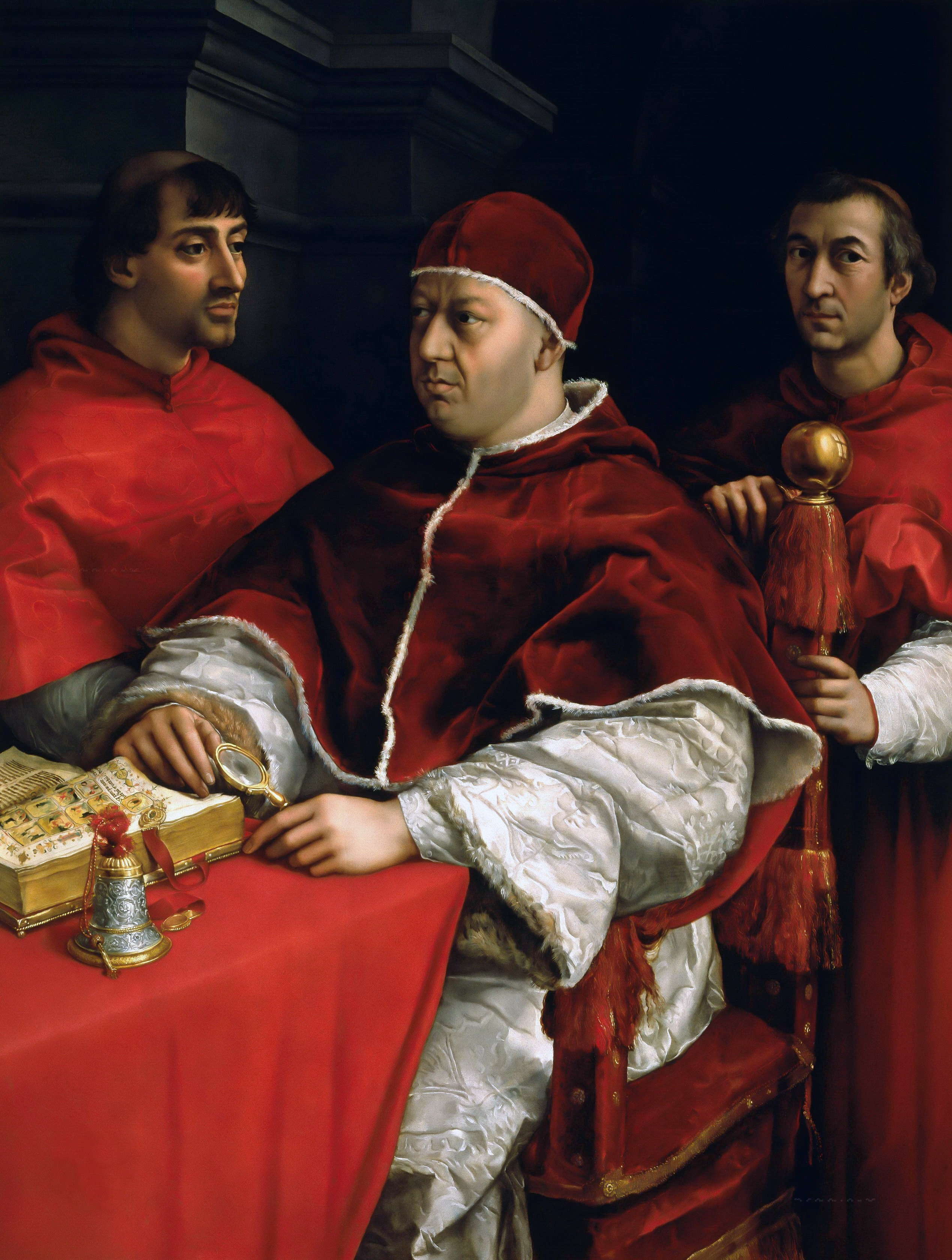
Rafaël: Portret van Paus Leo X
Rafaël: De Heilige Michaël verslaat Satan
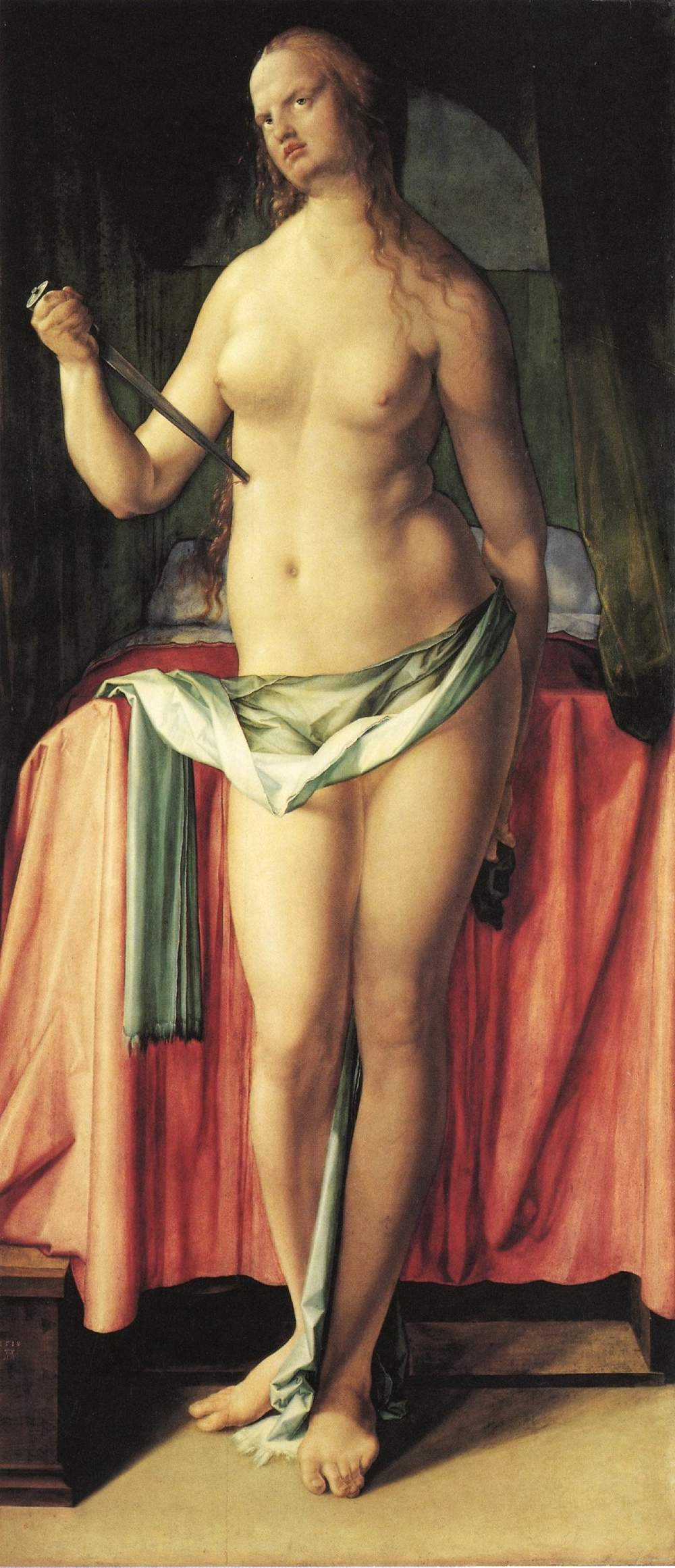
Albrecht Dürer: Lucretia's Zelfmoord
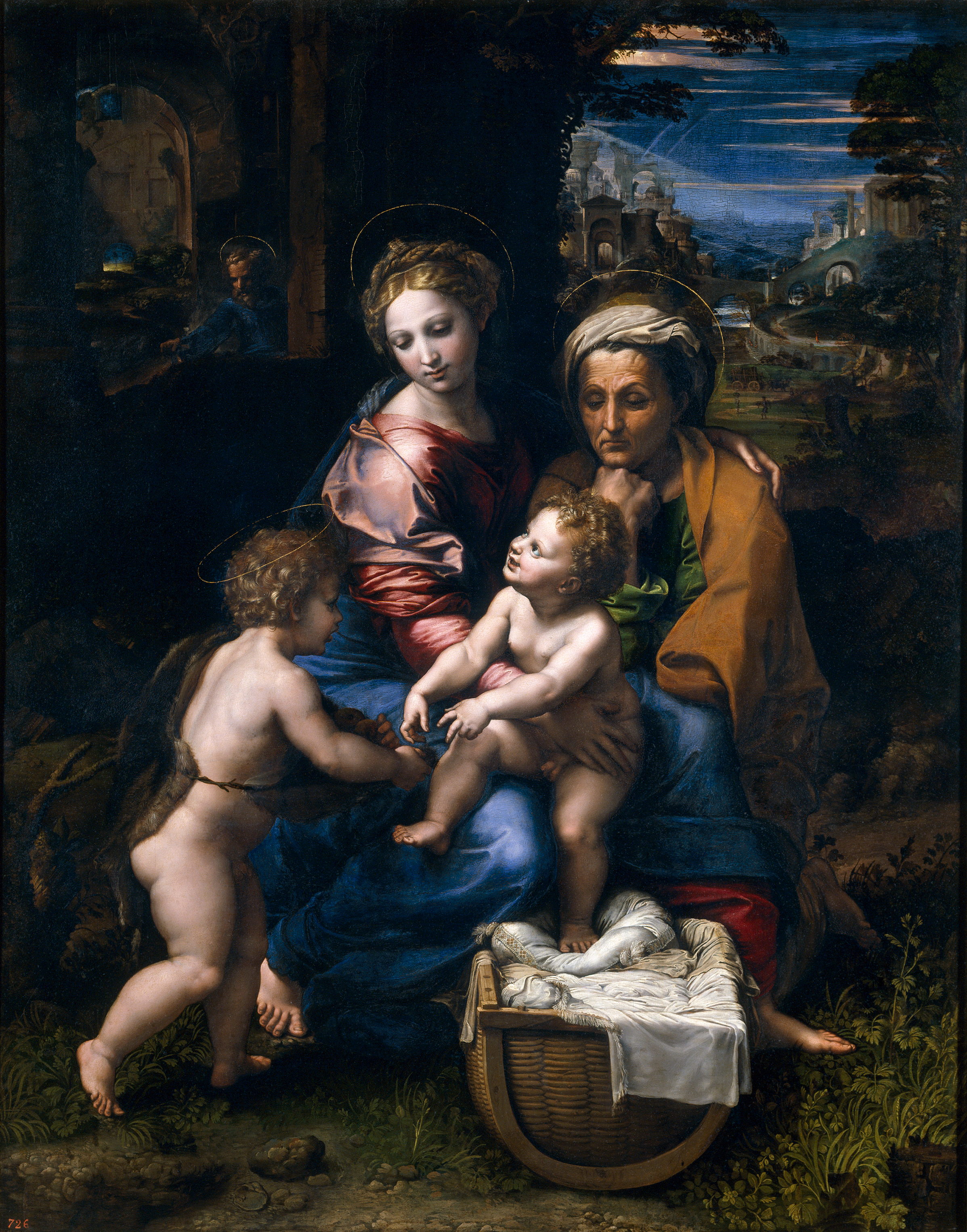
Rafaël: La Perla
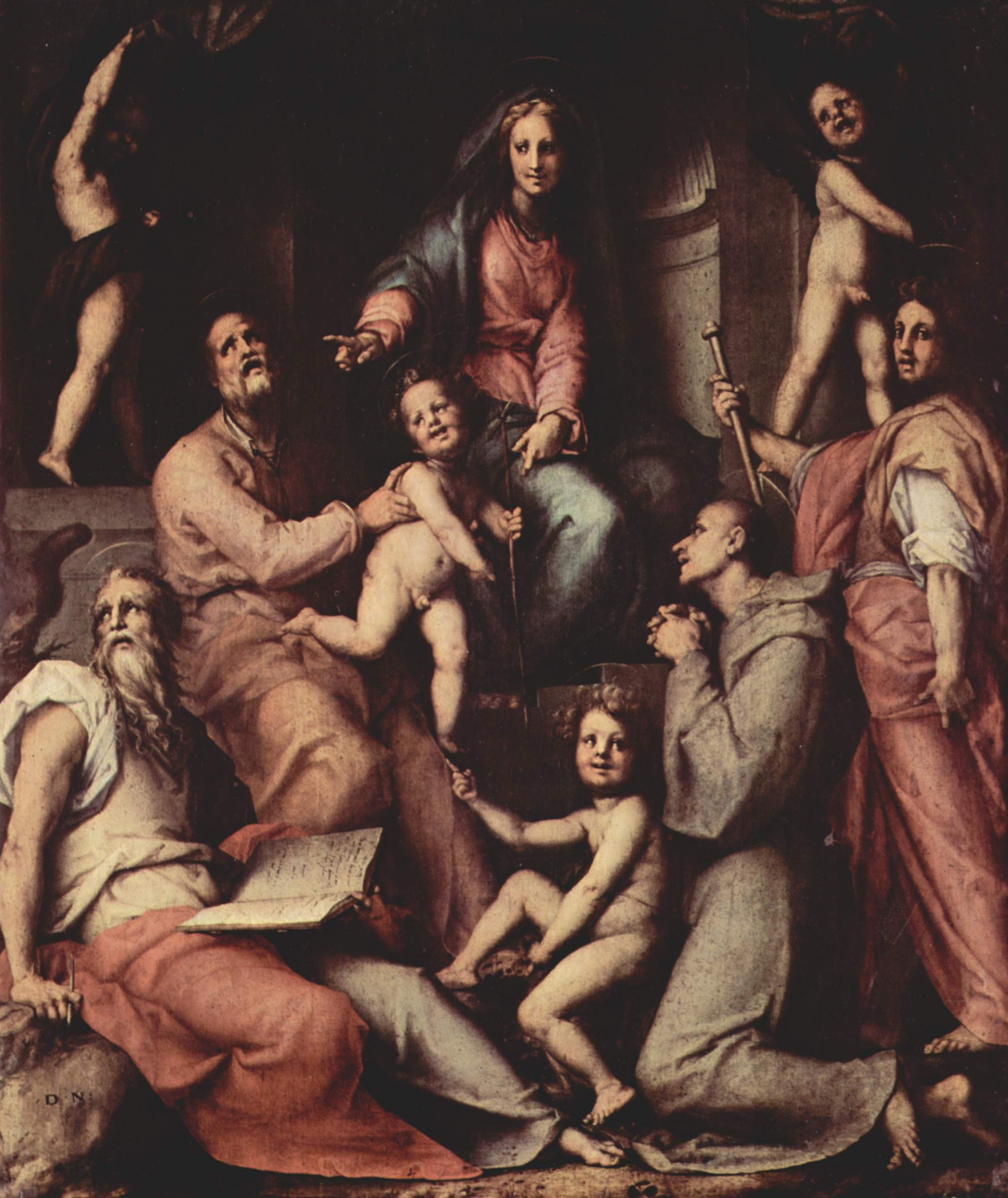
Jacopo Pontormo: Pala Pucci
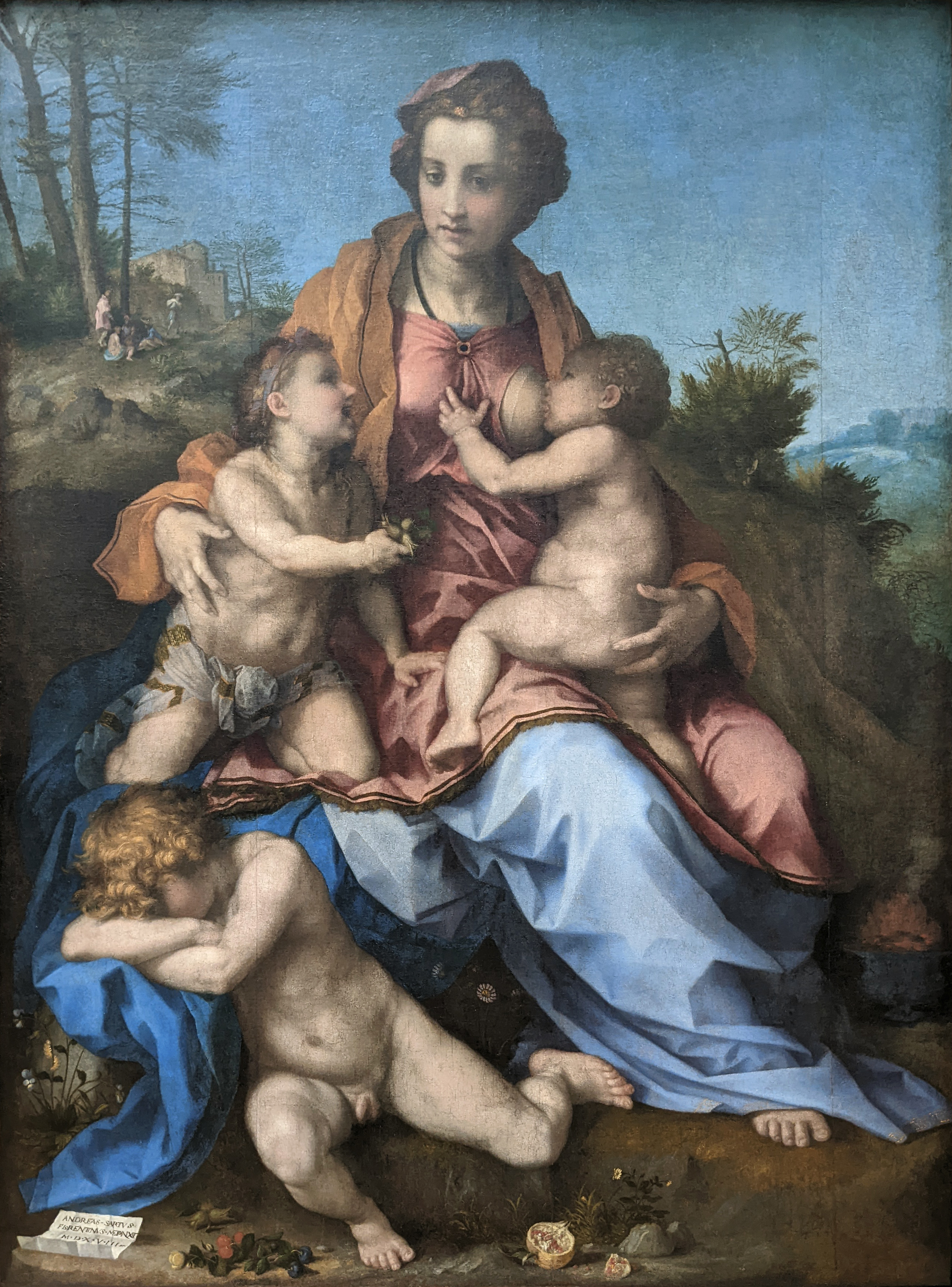
Andrea del Sarto: Liefdadigheid

## Opvolging
- Generalitat de Catalunya - Esteve de Garret opgevolgd door Bernat de Corbera
- Demak - Raden Patah opgevolgd door zijn zwager Pati Oenoes
- Dominicanen (magister-generaal) - Tommaso de Vio opgevolgd door Juan García de Loaysa
- Harcourt - Jan IV van Rieux opgevolgd door zijn zoon Claude van Rieux
- Monferrato - Willem IX opgevolgd door zijn zoon Bonifatius IV onder regentschap van diens moeder Anne van Alençon en oom Johan George

## Afbeeldingen

route van Juan de Grijalva
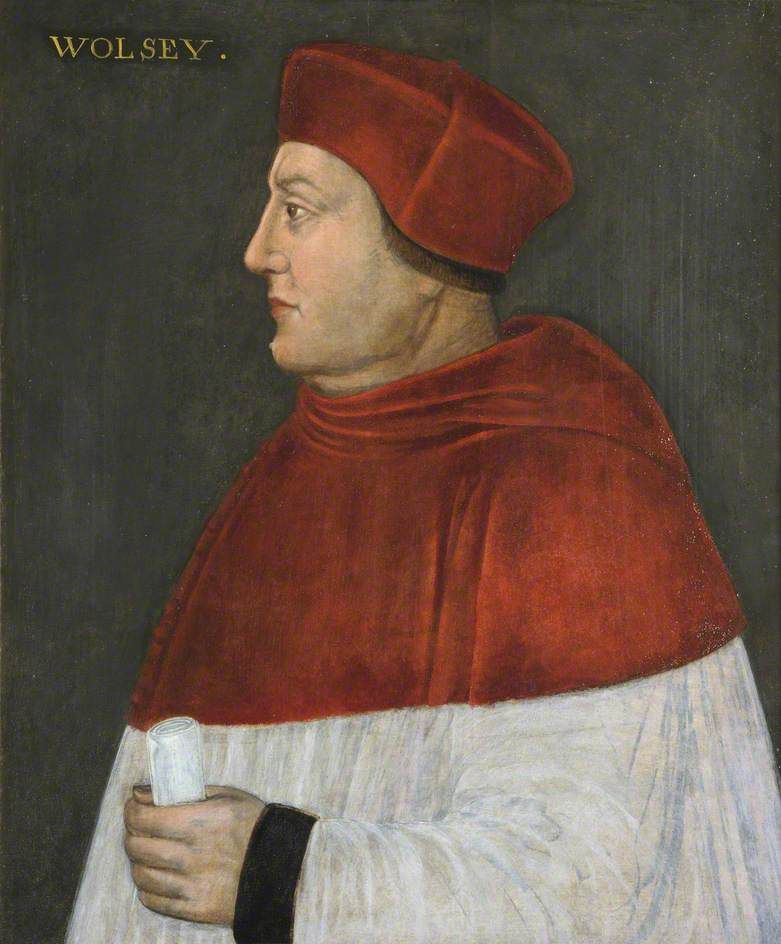
kardinaal Wolsey, ontwerper van het verdrag van Londen
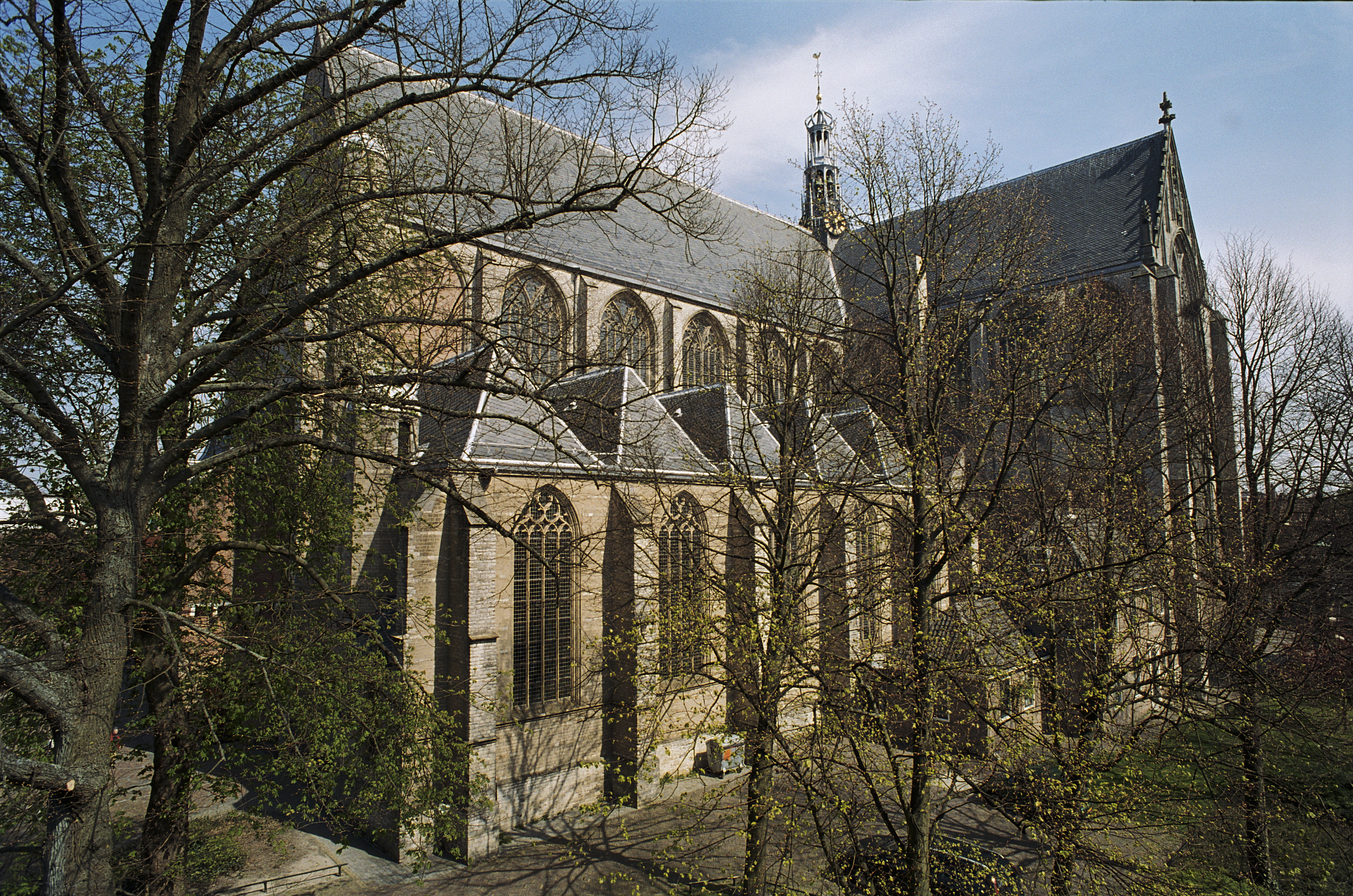
Grote of Sint-Laurenskerk, Alkmaar (voltooid 1518)
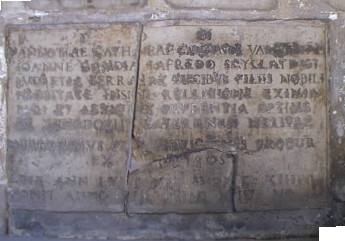
grafsteen voor Vannozza dei Cattanei
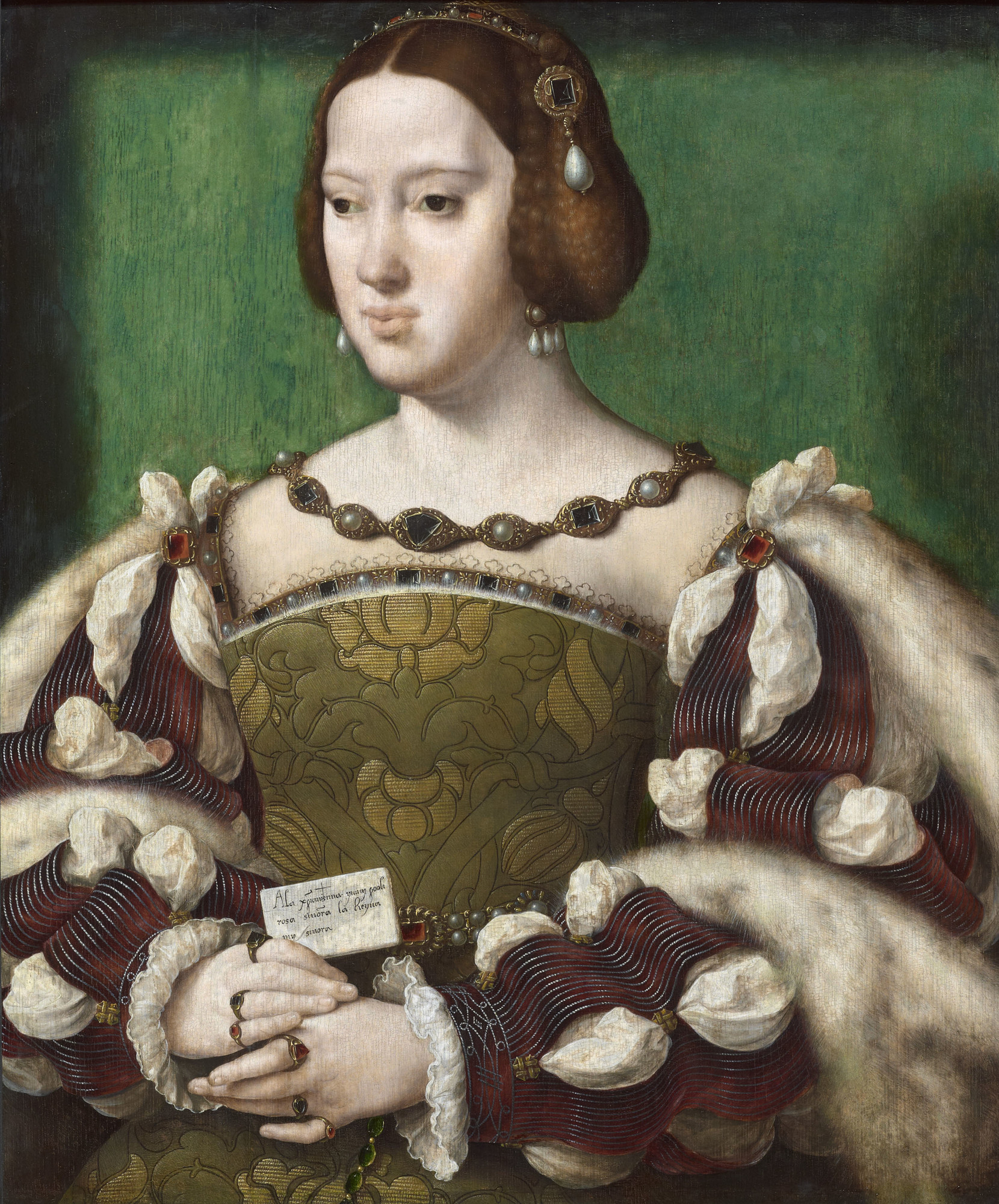
Eleonora van Oostenrijk, koningin van Portugal

## Geboren
- 27 januari - Jan van Locquenghien, Zuid-Nederlands bestuurder
- 2 februari - Godfried van Mierlo, Nederlands prelaat
- 13 februari - Willem II van Beieren-Schagen, Noord-Nederlands edelman
- 20 februari - George van Palts-Simmern, Duits edelman
- 28 februari - Frans III, hertog van Bretagne (1524-1536)
- 8 maart - Sidonia van Saksen, Duits edelvrouw
- 22 april - Anton van Bourbon, echtgenoot van Johanna van Albret
- mei - Margaretha van Pommeren, Duits edelvrouw
- 3 juli - Li Shizhen, Chinees arts
- 8 augustus - Conrad Lycosthenes, Duits humanist
- september of oktober - Tintoretto, Venetiaans schilder
- 17 december - Ernst III, hertog van Brunswijk-Grubenhagen
- Hieronymus Cock, Zuid-Nederlands graveur
- Hendrik Denijs, Nederlands geestelijke
- Adolf IV van Nassau-Idstein, Duits edelman
- Mayken Verhulst, Zuid-Nederlands miniatuurschilderes
- Frederik IV van Wied, aartsbisschop van Keulen
- Johann van Sayn-Hachenburg, Duits edelman (jaartal bij benadering)
- Elizabeth Seymour, Engels edelvrouw (jaartal bij benadering)

## Overleden
- 9 februari - Jan IV van Rieux (70), Frans edelman
- 31 mei - Claude I Carondelet (~50), Bourgondisch staatsman
- 7 juni - Jean le Sauvage (~62), Zuid-Nederlands staatsman
- 16 augustus - Loyset Compère, Zuid-Nederlands componist
- 4 oktober - Willem IX (32), markgraaf van Monferrato
- kort voor 20 november - Pierre de la Rue, Zuid-Nederlands componist
- 22 november - Frederik van Palts-Simmern, Duits geestelijke
- 26 november - Vannozza dei Cattanei (~76), maîtresse van paus Alexander VI
- 8 december - Anna van Borssele (~47), Nederlands edelvrouw
- Aruj, Ottomaans piraat
- Francesco III Crispo, hertog van Naxos
- Casimir VIII van Pommeren (~24), Duits edelman
- Raden Patah (~43), sultan van Demak
- Tashi Namgyal (~28), Tibetaans geestelijk leider
- Erasmus Grasser, Duits beeldhouwer (jaartal bij benadering)
- Kabir, Indisch mysticus (vermoedelijke datum)